# سیارک ۶۵۳۷
سیارک ۶۵۳۷ (به انگلیسی: 6537 Adamovich، نامگذاری:1979QK6) شش هزار و پانصد و سی و هفتمین سیارک کشف شده‌است که در ۱۹ اوت ۱۹۷۹ کشف شد.
قدر مطلق سیارک برابر ۱۴٫۴۰ است.